# 最高の恋人 (テレビドラマ)
『最高の恋人』（さいこうのこいびと）は、テレビ朝日系列で1995年4月17日から6月26日に『月曜ドラマ・イン』枠で放送されたテレビドラマ。全11回。

## あらすじ
吉永ミチオと吉永透子は、幼くして事故で両親を亡くした二人暮らしの兄妹。ミチオはある思いを秘め、短大に進学した透子の学費まで工面している。透子はその思いには気づかず、ざっくばらんな兄妹関係を続けている。ある時、ミチオは高校時代の親友・孝夫から、透子と結婚したいという思いを聞かされ、表向きは喜びながらも、複雑な思いに駆られる。まだ短大生の透子も、孝夫の「結婚」という思いに戸惑いだす。さらに、透子の親友・真理子のミチオに対する気持ちの変化や、建築設計事務所の後輩・好美のミチオへの接近などで、兄妹関係も親友関係も微妙にズレ始めていく。さらに透子が、今まで知らなかった過去の事実を知ってしまい…。

## キャスト
- 吉永ミチオ：稲垣吾郎
幼い頃に事故で両親を亡くし、妹・透子の学費などを工面している。高校卒業後、建築事務所で働きながら建築士を目指している。表には出さないが、幼い頃の出来事から、透子に深い思いを持っている。
- 吉永透子：高橋由美子
ミチオの妹。保母を目指す短大生。ミチオに対する口ぶりは強気だが、実は頼りにしている。ミチオとの幼い頃の出来事については幼すぎたため、ほんの一部しか覚えていない。
- 竹山孝夫：大浦龍宇一
ミチオの中学・高校時代の親友。実業家の跡取り息子。透子と結婚したい思いをミチオに打ち明ける。だがドラマ終盤。透子の母・千寿子（後述）の出現で、透子の本心を知りショックを受ける。
- 岸本真理子：加藤紀子
透子の高校・短大での同級生で親友。透子が突っ走り、彼女がたしなめる、という関係。高校時代から好きだったミチオに、透子を通して想いを告白。さらに強い恋心を持つようになり、いつしか透子にもライバル心を抱くように。
一時期家を出た透子が戻ってきた際、嫉妬心を爆発させ、「戻ってこないで」と言い放つ。
- 野口好美：雛形あきこ
ミチオが働く建築事務所の後輩。何かと悪態をつく。実は、働かない兄（演・青木伸輔）に何度も金の無心をされ、兄妹という関係が信じられなくなっている。最初はミチオにも反発するが、そのうち惹かれていく。
- 榎本日出男：石塚英彦
建築現場の作業員。食いしん坊でお調子者。後輩・木下（演・木下ほうか）とのコンビで動く。
- 村越千寿子：原日出子
ドラマ終盤で登場。東京から離れた千葉県の港町に住んでいる。透子の幼い頃のことを知っているが、実はある事情を抱えている。数年ぶりに透子の前に現れた際、「あなたのせいで、大好きな人と兄妹になってしまった」と詰られ、ショックを受ける。
- 小田嶋医師：佐渡稔
- 村越尚子：神崎恵
千寿子の娘で、同じくドラマ終盤で登場する。千寿子を訪ねてきた透子のことを、姉のように慕う。
- 村越英次：福田豊土
千寿子の父で、千寿子、尚子と一緒に暮らす。千寿子の抱えている事情を知る存在。
- 岸本友代：山口いづみ
真理子の母。娘の奥手ぶりをやや心配している。ミチオと透子に対しては、かなり信頼をおいている。
- 長野富夫：谷啓
ミチオ、榎本、好美らが勤務する建築事務所の社長。鈴子と幼馴染で、彼女にはずっと頭が上がらない。
- 里中鈴子：岸田今日子
ミチオと透子にとっての叔母であり、良き理解者。海外暮らしが長く、男性関係などはかなり派手。ミチオの思いをよく知る存在。

## 主題歌
- 「すき...でもすき」高橋由美子

## スタッフ
- 脚本：岡田惠和
- 音楽：寺嶋民哉
- プロデュース：高橋浩太郎、照喜名隆
- 演出：中山史郎、今井和久
- 制作：テレビ朝日、渡辺企画

## サブタイトル
1. 初恋の相手が妹になった!!
2. 兄と妹なんて、ウソのくせに
3. 好きなんでしょう？妹が…
4. お前は、俺が守る
5. 変わらずにいられるの？私達…
6. ごめんね 私、結婚します
7. わたし、アニキに恋してる…
8. お母さんあなたのせいよ！
9. 私、この家を出ます
10. 別れて…つのる思い
11. 世界で最高の恋！

## ネット局
| 放送対象地域  | 放送局           | 系列           | 備考                                                                |
| ------------- | ---------------- | -------------- | ------------------------------------------------------------------- |
| 関東広域圏    | テレビ朝日       | テレビ朝日系列 | 制作局                                                              |
| 北海道        | 北海道テレビ     | テレビ朝日系列 |                                                                     |
| 青森県        | 青森朝日放送     | テレビ朝日系列 |                                                                     |
| 宮城県        | 東日本放送       | テレビ朝日系列 |                                                                     |
| 秋田県        | 秋田朝日放送     | テレビ朝日系列 |                                                                     |
| 山形県        | 山形テレビ       | テレビ朝日系列 |                                                                     |
| 福島県        | 福島放送         | テレビ朝日系列 |                                                                     |
| 新潟県        | 新潟テレビ21     | テレビ朝日系列 |                                                                     |
| 長野県        | 長野朝日放送     | テレビ朝日系列 |                                                                     |
| 静岡県        | 静岡朝日テレビ   | テレビ朝日系列 |                                                                     |
| 石川県        | 北陸朝日放送     | テレビ朝日系列 |                                                                     |
| 中京広域圏    | 名古屋テレビ     | テレビ朝日系列 |                                                                     |
| 近畿広域圏    | 朝日放送         | テレビ朝日系列 | 現・朝日放送テレビ                                                  |
| 広島県        | 広島ホームテレビ | テレビ朝日系列 |                                                                     |
| 山口県        | 山口朝日放送     | テレビ朝日系列 |                                                                     |
| 香川県 岡山県 | 瀬戸内海放送     | テレビ朝日系列 |                                                                     |
| 愛媛県        | 愛媛朝日テレビ   | テレビ朝日系列 | 開局と同時に月曜ドラマ・インのネット開始。 本作が初ネットとなった。 |
| 福岡県        | 九州朝日放送     | テレビ朝日系列 |                                                                     |
| 長崎県        | 長崎文化放送     | テレビ朝日系列 |                                                                     |
| 熊本県        | 熊本朝日放送     | テレビ朝日系列 |                                                                     |
| 大分県        | 大分朝日放送     | テレビ朝日系列 |                                                                     |
| 鹿児島県      | 鹿児島放送       | テレビ朝日系列 |                                                                     |

## 作品

### CD
- 最高の恋人 オリジナルサウンドトラック（1995年、ビクターエンタテインメント）

### VHS
- 最高の恋人 第1巻 - 第5巻（1995年、ビクターエンタテインメント）

## 備考
- 脚本を担当した岡田惠和は同じ放送時期にフジテレビで『輝く季節の中で』の脚本も手がけ、1クールで2本連続ドラマを掛け持ちした。
- 同じ『月曜ドラマイン』枠の『南くんの恋人』で教師・榎本役だった石塚は、同じく高橋主演の本作では建築現場の作業員・榎本役として出演した。
- 兄妹役を演じた稲垣と高橋は、堀越高等学校時代の同級生で、同じレコード会社所属だった。

| テレビ朝日系 月曜ドラマ・イン             | テレビ朝日系 月曜ドラマ・イン          | テレビ朝日系 月曜ドラマ・イン               |
| 前番組                                    | 番組名                                 | 次番組                                      |
| ----------------------------------------- | -------------------------------------- | ------------------------------------------- |
| さんかくはぁと （1995年1月9日 - 3月20日） | 最高の恋人 （1995年4月17日 - 6月26日） | カケオチのススメ （1995年7月3日 - 9月11日） |